# Saint-Just, Ardèche
Saint-Just (also Saint-Just-d'Ardèche) là một xã ở tỉnh Ardèche, vùng Auvergne-Rhône-Alpes ở đông nam nước Pháp.